# Polka (malina)
Polka je sorta maline nastala u Poljskoj, naziva se još dvorodna malina.Osnovna karakteristika Polke je da se njeni plodovi ubiraju krajem leta i početkom jeseni. Osim perioda u kome se beru plodovi, Polka se izdvaja od drugih sorti maline i po načinu sadnje i obrade.

## Poreklo i naziv
Kako i sam naziv govori ova sorta maline nastala je u Poljskoj krajem 1990-tih i početkom 2000. godine. Često se naziva dvorodna ili stalno rađajuća malina, jer ima produžen period rađanja.

## Sadnja
Sadnja Polke se praktikuje u jesen zbog boljeg primanja sadnica, ali i zbog toga što već na leto može dati prve plodove koji mogu povratiti uložen novac, a može se saditi i u proleće. Preporučuje se da parcela bude blagog nagiba i udaljena od bobičastog divljeg voća zbog prenosa raznih bolesti i štetočina minimalno 200 metara. Pogodna nadmorska visina za uzgoj Polke je od 400 do 800 metara nadmorske visine.
Razmak između redova bi trebalo da bude između 2,4 i 3,3 metra, a između sadnica 20 do 40 centimetara.  Redovi se podižu bez špalira i žice, koji nisu potrebni jer je stablo ove sorte veoma jako i razvijeno.
Cena sadnice se kreće između 50 i 100 dinara. 

## Uzgoj
Poželjno je izvršiti analizu zemljišta kako bi utvrdili da li zemljištu nedostaje neka materija koja je neophodna za pravilan razvoj ove sorte. Ukoliko zemljište nije dovoljno ishranjeno, odnosno nema dovoljnu koncentraciju organske materije taj problem se rešava dodatnim obogaćivanjem stajskim đubrivom u količinama od 22 do 44 t/ha. Stajsko i živinsko đubrivo su najčešći izbor za prehranu zemljišta. 
Posebnu pažnju prilikom uzgoja ove sorte treba obratiti i na navodnjavanje, prvenstveno zbog toga što je poslednjih godina kod nas zabeležen porast temperatura i sušnih leta sa malo padavina, što može dovesti do usitnjavanja plodova i sagorevanja listova i samih plodova. Rešenje ovog problema jeste da se zasad maline podigne u blizini neke tekuće vode, gde bi zemljište bilo dovoljno vlažno. Pored ovoga neophodno je obezbediti dovoljne količine vode za navodnjavanje, posebno tokom avgusta i septembra kada je berba Polke u toku. Do sada se kao najbolji sistem za navodnjavanje pokazao sistem Kap po kap. 

## Zaštita od bolesti i štetočina
Trulež plodova predstavlja veliki problem ove sorte tokom berbe. Trulež je sive boje, izaziva je gljivica Bortritis(lat. Botrytis), još u fazi otvaranja cveta u slučaju kišnih i hladnih dana. Lečiti malinu tokom berbe nije rešenje, već u ranoj fazi tokom cvetanja ili pre, zaštita se vrši nekim od bortrocida sa najdužom karencom, da bi se ako se kišovito vreme nastavi i tokom jednomesečnog perioda cvetanja maline moglo kasnije intervenisati sa nekim fungicidom kraće karence.
Polka je otporna na neke druge bolesti i oboljenja, što se postiže obaveznom rezidbom biljke nakon završetka berbe, pri čemu se uništavaju jednogodišnji izdanci, iznose iz zasada i obično spaljuju. Dvogodišnji izdanci maline se orezuju na proleće i na taj način se uklanjaju suvi izdanci, što štiti biljku od eventualnih oboljenja i tako povećava prinos.
Od štetočina najveća opasnost vreba od junske bube i skočibube, ali se i to može suzbiti insekticidima.

## Berba
Početak berbe se vezuje za drugu polovinu jula meseca sa završetkom sredinom oktobra, sa mogućnošću produžetke berbe do prvog mraza. Berba se vrši na 2 do 3 dana.

## Prinos
Ukoliko je malina posađena tokom jeseni, prva berba će biti tokom leta sa znatno manjim prinosom od 400 do 700 grama po biljci, što je sasvim dovoljno da se povrati uloženi novac u celokupno podizanje zasada. Nakom prve godine prinos je znatno veći i iznosi 12-20 t/ha. Rađa fine, slatke i krupne plodove.

## Plasman
U odnosu na ostale sorte je u prednosti jer rađa kasnije, pa je dostupna u ponudi na tržištu kada nema drugih sorti, to znači da se tada postiže i bolja cena maline u odnosu na Vilamet i Miker. Cena se kreće od 200 do 250 dinara po kilogramu.

## Literatura
- Petrovic, Svetislav; Milošević, Tomo (1998). Malina tehnologija i organizacija proizvodnje. Agronomski fakultet, Čačak.
- Karakteristike Polke
- Uzgoj maline[мртва веза]
- Polka-sadnja i gajenje[мртва веза]

## Spoljašnje veze
- http://polkaraspberry.net/ Архивирано на веб-сајту  (28. април 2017)
- http://www.cottagesmallholder.com/
- Malina